# Orchestre symphonique de Seattle

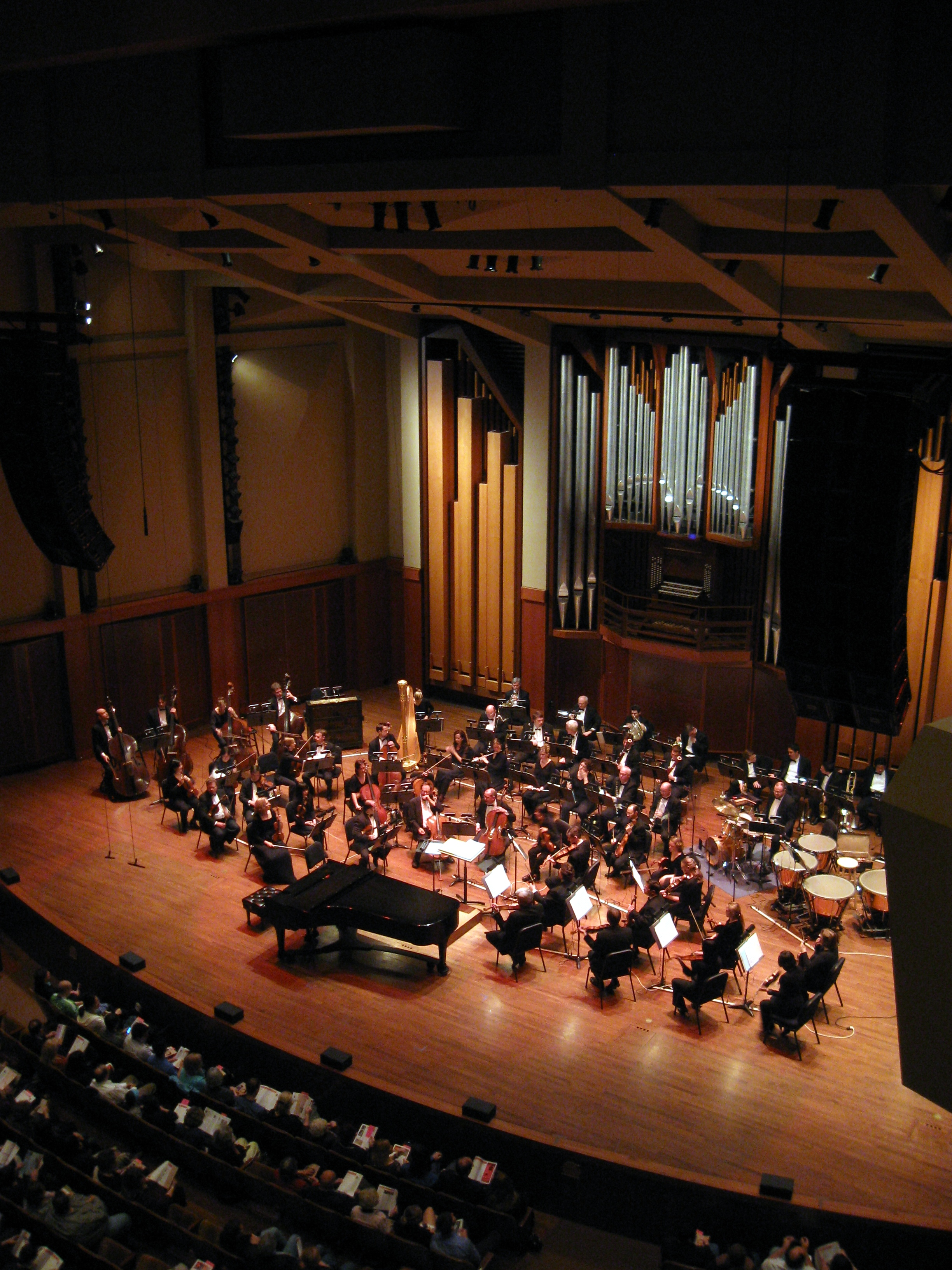
L'orchestre au Benaroya Hall en 2009

L’Orchestre symphonique de Seattle est un orchestre américain fondé en 1903 et basé à Seattle. C'est l'un des orchestres les plus enregistrés avec plus de 140 enregistrements (dont 125 sous la direction de Gerard Schwarz). Il fut par ailleurs nommé 12 fois aux Grammy Awards et reçu deux Emmy Awards.

## Directeurs
- Harry West (1903-1907)
- Michael Kegrize (1907-1909)
- Henry Hadley (1909-1911)
- John Spargur (1911-1921)
- Mary Davenport Engberg (1921-1924)
- Karl Kruger (1926-1932)
- Basil Cameron (1932-1938)
- Nikolai Sokoloff (1938-1941)
- Thomas Beecham (1941-1944)
- Carl Bricken (1944-1948)
- Eugene Linden (1948-1950)
- Manuel Rosenthal (1950-1951)
- Milton Katims (1954-1976)
- Rainer Miedél (1976-1983)
- Gerard Schwarz (1985-2011)
- Ludovic Morlot (2011-2019)
- Thomas Dausgaard (2019-)
- Zhang Xian (2025-)